# Afrika-Studiecentrum Leiden
L'Afrika-Studiecentrum Leiden (ASCL, Centre d'études africaines à Leyde aux Pays-Bas) est un institut scientifique de l'université de Leyde qui entreprend des recherches en sciences sociales sur l'Afrique subsaharienne dans le but de promouvoir une meilleure compréhension des développements sociaux-historiques. Le directeur actuel du Centre est Marleen Dekker. L'institut est situé dans un bâtiment de la faculté des Lettres portant le nom de l'égyptologue Herta Mohr.

## Recherche
Le principal objectif de l'Afrika-Studiecentrum Leiden est d'entreprendre et de promouvoir des recherches scientifiques en sciences sociales et humaines sur l'Afrique subsaharienne, de servir de lieu de référence principal pour les études africaines aux Pays-Bas, de contribuer à la formation et à l'enseignement dans ce domaine, et de promouvoir la diffusion des connaissances et la compréhension des sociétés africaines.
Le programme de recherche de l'Afrika-Studiecentrum pour la période 2012-2016 s'intitulait «Dynamisme africain au sein de la restructuration mondiale». Il portait sur quatre grands domaines d'études:
1. Les trajectoires africaines d'amélioration du bien-être et ses effets sur les personnes et les ressources
2. Identités médiatiques des Africains en Afrique et au-delà
3. Multitude de formes de gouvernance en Afrique: études historiques et contemporaines
4. Les liens de l'Afrique avec le monde: l'Afrique trouve son chemin dans un monde de plus en plus multipolaire.

## Bibliothèque

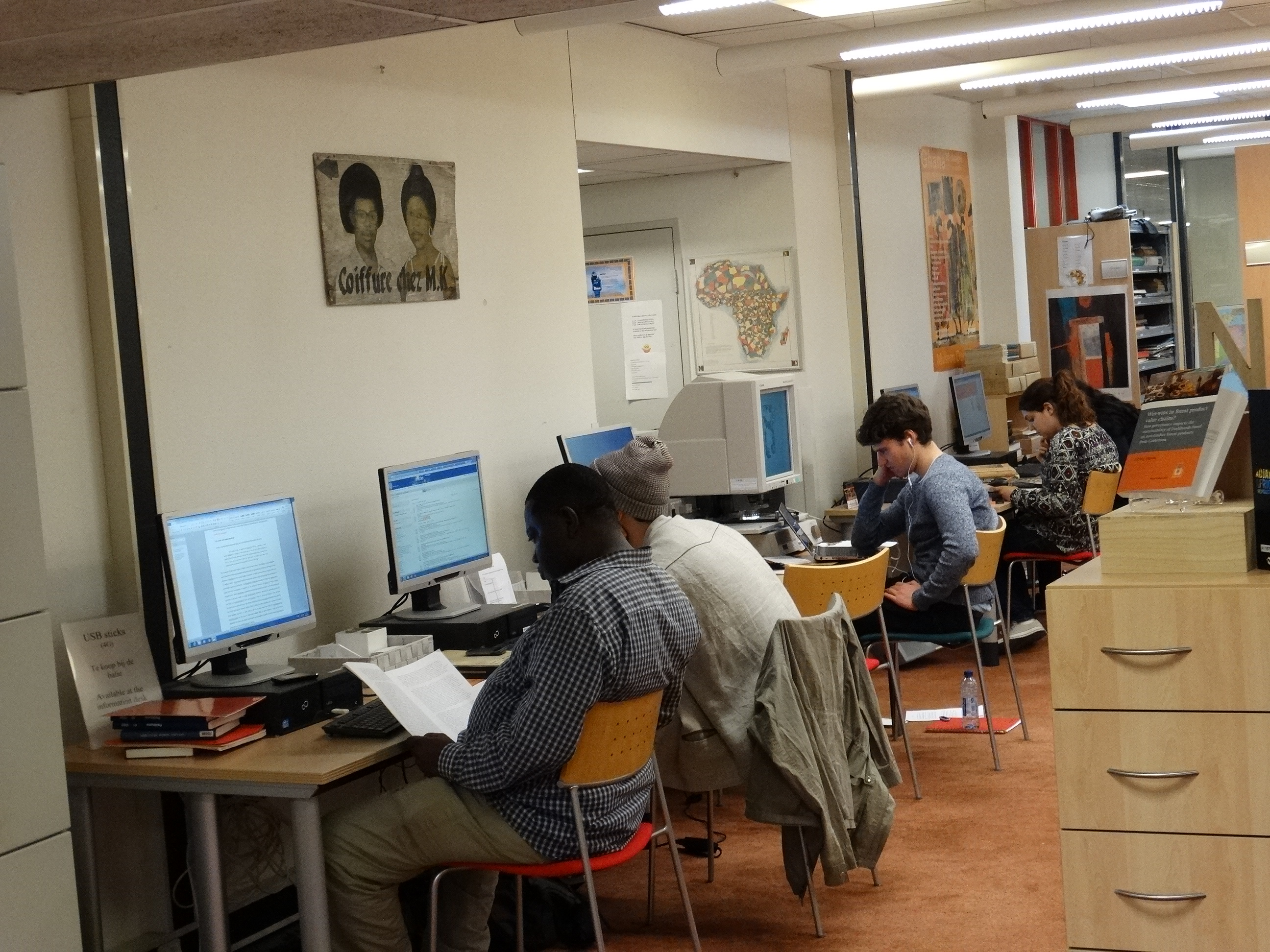
Bibliothèque.

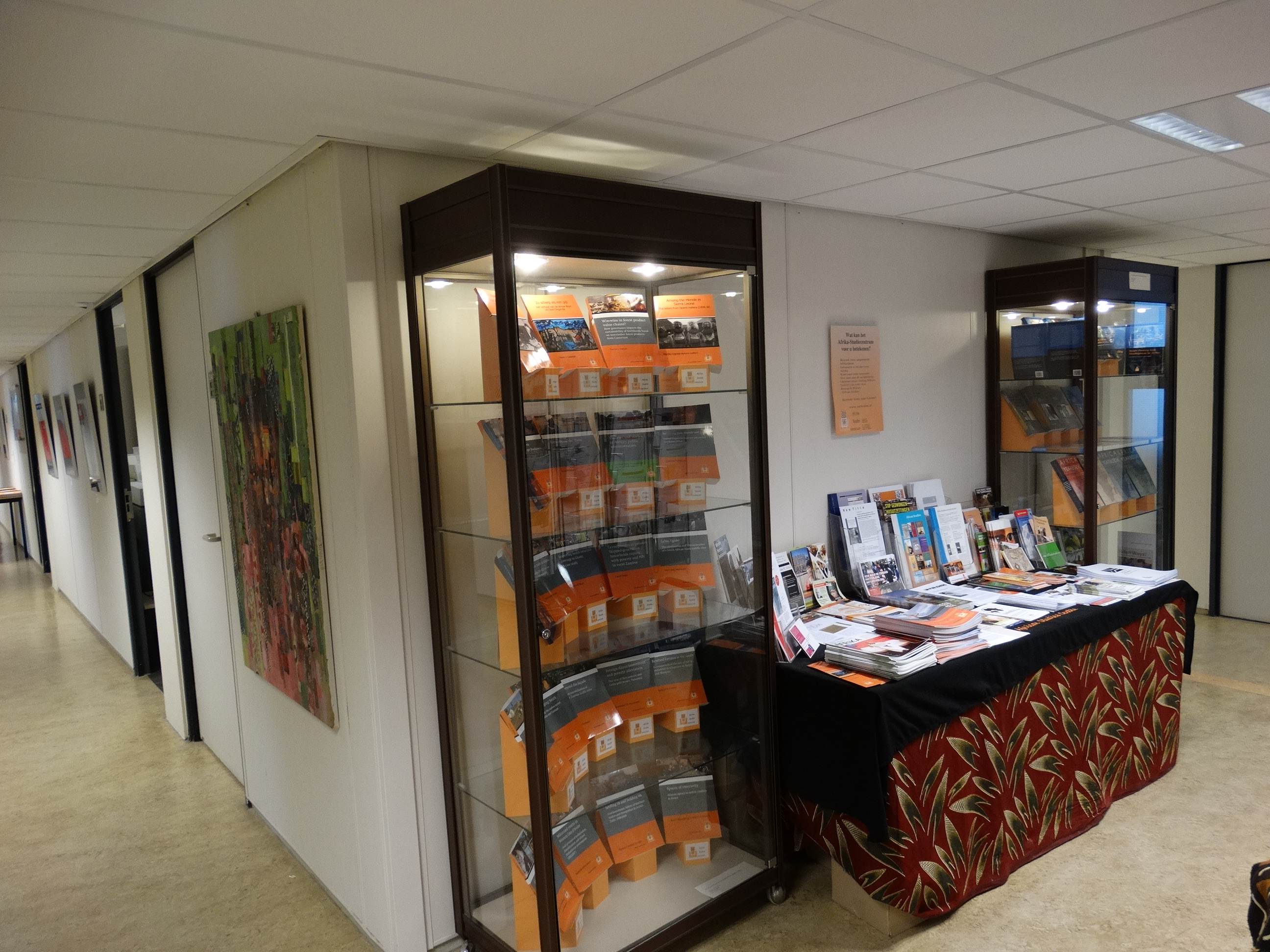
Publications.

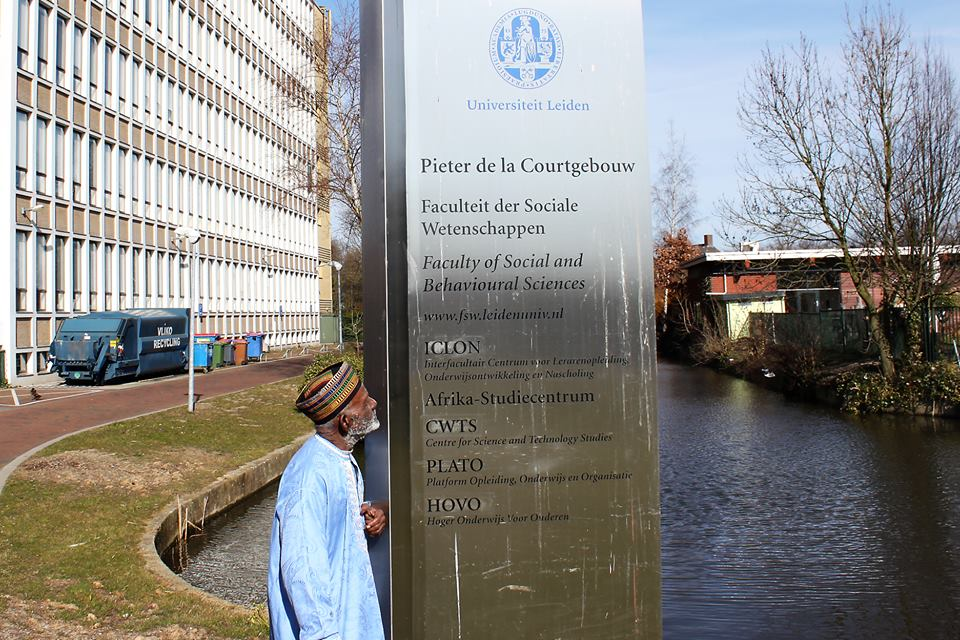
Le photographe ghanéen James Barnor visite l'ASCL, 2016.

La bibliothèque du Centre ASCL comprend environ 90 000 livres et 2 000 revues (y compris des revues numériques), des rapports gouvernementaux, des brochures, des journaux africains et environ 1 700 documentaires et longs métrages sur vidéo et DVD. Le Centre a également développé un service Web, Connecting-Africa, avec des liens vers plus de 58 000 articles en ligne sur l'Afrique. La bibliothèque possède également une collection de documents d'archives, y compris des archives de publications des gouvernements africains et un certain nombre d'archives personnelles.

## Histoire
Le Centre ASCL a été fondé le 12 août 1947. Au fil des années, de nombreux africanistes hollandais de renom ont travaillé au Centre. Il faut entre autres citer le poète Vernie February, l'anthropologue et militant contre l'apartheid Klaas de Jonge, le sociologue Robert Buijtenhuijs et le réalisateur Emile van Rouveroy van Nieuwaal. Le juriste Hans Holleman a été directeur de 1963 à 1969. Barbara Harrell-Bond a travaillé au Centre dans les années 1970. Kofi Abrefa Busia, qui devint plus tard Premier ministre du Ghana (1969-1972), travailla au ASCL entre 1959 et 1962. L'ancien directeur Stephen Ellis fut rédacteur en chef d'Africa Confidential.
Le Centre ASCL a été l'un des fondateurs d'AEGIS, un réseau de centres d'études africaines en Europe créé en 1991 pour tirer parti des ressources et du potentiel de recherche disponibles au sein des institutions africanistes en Europe.
Depuis le 1er janvier 2016, le Centre d'études africaines fait partie de l'Université de Leyde. Le 1er septembre 2017, Jan-Bart Gewald est devenu le nouveau directeur de l'ASCL. Il a remplacé Ton Dietz qui en était le directeur depuis 2010.

## Publications
Le Centre ASCL publie beaucoup de livres, parfois en coopération avec des éditeurs tels que Éditions Brill à Leyde. Parmi les publications de l'ASC il y a
- (en) Africa Yearbook  (ISSN 1871-2525)
- (en) African studies abstracts online  (ISSN 1570-937X)